# Демократска опозиција Србије
Демократска опозиција Србије (скраћено ДОС) бивша је политичка коалиција у Савезној Републици Југославији. Основана је с намером да збаци владајућу Социјалистичку партију Србије и њеног председника, Слободана Милошевића.

## Историја

### Оснивање
На редовним изборима за Скупштину СРЈ, локалну самоуправу Србије, и ванредне изборе за председника СРЈ, 24. септембра 2000. године, ДОС је однео танку победу у првом изборном кругу . Кандидат Војислав Коштуница, вођа једне од чланица ДОС-а (Демократске странке Србије) победио је кандидата СПС-а и ЈУЛ-а и тадашњег југословенског председника Слободана Милошевића. Иначе, ДОС је победио у око 90% општина на територији Србије. Власт је одбила да призна опозициону победу. Током десет дана протеста широм целе земље, догодио се централни митинг ДОС-а у Београду, 5. октобра 2000. Тада је испред савезне Скупштине протестовало око милион људи. Већину демонстраната чинили су незадовољни грађани, а учествовале су и разне навијачке групе(Звезде и Партизана највише), организација ОТПОР и други. Током поподнева, маса је упала у Скупштину, и том приликом су на згради настала одређена оштећења, а у гужви је нестао и један број гласачких листића који се налазио у згради. Демонстранти су заузели и зграду државне телевизије и остале државне институције.
ДОС је дошао на власт. Војислав Коштуница положио је заклетву 7. октобра и ступио на дужност председника Савезне Републике Југославије. ДОС је на савезном нивоу био у коалицији са Социјалистичком народном партијом, до избора 2000. коалиционог партнера Социјалистичке партије Србије. Премијер СРЈ је постао Зоран Жижић, а након његове оставке, премијер је постао Драгиша Пешић. Драгољуб Мићуновић је био председник Већа грађана Савезне скупштине, а Срђа Божовић (СНП) председник Већа република.

### Ђинђићева влада
Након пораза на савезним изборима, републичка влада Миркa Марјановића је поднела оставку, па су прелазну владу до избора чинили ДОС, СПО и СПС. Председник привремене владе је био социјалиста Миломир Минић.
Дана 23. децембра 2000. године, одржани су ванредни избори за Скупштину Србије. ДОС је освојио 176 посланичких места (од 250) и имао двотрећинску већину у скупштини. ДС и ДСС су имале по 45 мандата, док је остатак припао преосталим странкама. За шефа посланичког клуба ДОС-а је постављен Чедомир Јовановић, а Драган Маршићанин је постао председник Народне скупштине.
Крајем јануара 2001. године, формирана је Влада Србије на челу са Зораном Ђинђићем, вођом Демократске странке. Ова Влада је извршила низ радикалних економских и друштвених промена. Почела је приватизација предузећа, као и спровођење проевропских и продемократских промена.
Дана 1. априла ухапшен је бивши југословенски председник Слободан Милошевић. Он је 28. јуна изручен Хашком трибуналу за ратне злочине за које je доказано да је починио и учествовао.
Дана 3. августа у Београду је убијен бивши радник Службе државне безбедности Србије, Момир Гавриловић.
ДСС је оптужио Владу Србије да је умешана у ово убиство. Две недеље касније, 17. августа, ДСС је напустила републичку Владу и владајућу коалицију, оптужујући их да су повезани са организованим криминалом.
Септембра 2002. године, на изборима за председника Србије, владајући ДОС је за кандидата истакао Мирољуба Лабуса. Тада најјача опозициона партија, ДСС, истакла је Коштуницу. Он је у другом кругу освојио више гласова од Лабуса, али није изабран због недовољног броја изашлих бирача.

### Распуштање
Фебруара 2003. године, укинута је СРЈ и проглашена Државна заједница Србија и Црна Гора. Тиме је Коштуница изгубио државну функцију и његова партија је прешла у опозицију. ДОС је учврстио своју власт. Међутим, 12. марта, испред зграде Владе, убијен је у атентату Зоран Ђинђић, председник Владе и главни лидер владајуће коалиције. Сахрањен је три дана касније, у Алеји заслужних грађана на Новом гробљу у Београду. И поред тога што је власт била озбиљно уздрмана, ДОС је успео да задржи премијерску позицију. За новог председника Владе изабран је Зоран Живковић, тадашњи заменик председника Демократске странке и савезни министар полиције.
Његов кабинет, који се разликовао од Ђинђићевог само по избору новог потпредседника Владе — Чедомира Јовановића, био је током те 2003. године на доста климавим ногама. Афере су се низале, и опозиционе странке (ДСС, Српска радикална странка, Социјалистичка партија Србије) почеле су да јачају. Октобра месеца, Скупштина Србије почела је расправу о изгласавању неповерења Влади, коју је иницирала опозиција. Усред те расправе, 13. новембра, тадашња в. д. председника Републике, Наташа Мићић, распустила је парламент и расписала ванредне скупштинске изборе за 28. децембар.
Демократска странка одлучила је да самостално иде на изборе и за носиоца листе истакла Бориса Тадића, потпредседника странке. То је био крај ДОС-а, јер странке из те коалиције нису заједнички наступиле на изборима.
На изборима, Српска радикална странка освојила је највише посланичких места — 82. Коштуничин ДСС освојио је 53, ДС 37, Г17 плус 34, а СПС и коалиција Српски покрет обнове — Нова Србија по 22.

## Чланови
| Назив | Назив                                        | Вођа                | Идеологија                                             | Политичка позиција     |
| ----- | -------------------------------------------- | ------------------- | ------------------------------------------------------ | ---------------------- |
|       | Демократска странка                          | Зоран Ђинђић        | - друштвени либерализам - проевропеизам                | центар                 |
|       | Демократска странка Србије                   | Војислав Коштуница  | - конзервативизам - проевропеизам                      | десни центар           |
|       | Г17 плус                                     | Мирољуб Лабус       | - либерални конзервативизам - проевропеизам            | десни центар           |
|       | Социјалдемократија                           | Вук Обрадовић       | - социјалдемократија - проевропеизам                   | леви центар            |
|       | Грађански савез Србије                       | Горан Свилановић    | - либерализам - друштвени либерализам                  | центар                 |
|       | Демохришћанска странка Србије                | Владан Батић        | - хришћанска демократија - друштвени либерализам       | центар                 |
|       | Нова Србија                                  | Велимир Илић        | - хришћанска демократија - монархизам                  | десни центар           |
|       | Покрет за демократску Србију                 | Момчило Перишић     | - српски национализам - конзервативизам                | десница                |
|       | Лига социјалдемократа Војводине              | Ненад Чанак         | - социјалдемократија - проевропеизам                   | леви центар            |
|       | Реформисти Војводине                         | Миле Исаков         | - социјалдемократија - регионализам                    | леви центар            |
|       | Савез војвођанских Мађара                    | Јожеф Каса          | - интереси мађарске мањине - либерални конзервативизам | десни центар           |
|       | Демократска алтернатива                      | Небојша Човић       | - социјалдемократија - демократски социјализам         | леви центар            |
|       | Демократски центар                           | Драгољуб Мићуновић  | - друштвени либерализам - социјалдемократија           | центар до левог центра |
|       | Нова демократија                             | Душан Михајловић    | - либерализам - атлантизам                             | центар                 |
|       | Социјалдемократска унија                     | Жарко Кораћ         | - социјалдемократија - демократски социјализам         | леви центар до левице  |
|       | Народна сељачка странка                      | Драган Веселинов    | - војвођански аутономизам - аграризам                  | десни центар           |
|       | Санџачка демократска партија                 | Расим Љајић         | - интереси бошњачке мањине - друштвени конзервативизам | десни центар           |
|       | Лига за Шумадију                             | Бранислав Ковачевић | - шумадијски аутономизам - проевропеизам               | центар до левог центра |
|       | Асоцијација слободних и независних синдиката | Драган Миловановић  | - синдикализам - демократски социјализам               | левица                 |
|       | Отпор!                                       | Срђа Поповић        | - друштвени либерализам - атлантизам                   | центар                 |